# واتر ولی (میسیسیپی)
واتر ولی (به انگلیسی: Water Valley) شهری در ایالت میسیسیپی کشور ایالات متحده آمریکا است که جمعیت آن در سرشماری سال ۲۰۱۰ میلادی، ۳٬۳۹۲
نفر بوده‌است.